# Дерновицька сільська рада
55°43′7.4″ пн. ш. 28°26′28″ сх. д. / 55.718722° пн. ш. 28.44111° сх. д.
Дерновицька сільська рада (біл. Дзёрнавіцкі сельсавет) — адміністративно-територіальна одиниця у складі Верхньодвінського району, Вітебської області Білорусі. Адміністративний центр сільської ради — село Дерновичі.

## Розташування
Дерновицька сільська рада розташована у північній частині Білорусі, на заході — північному заході Вітебської області, на північний захід від обласного центру Вітебськ та схід — південний схід від районного центру Верхньодвінськ.
Територією сільради протікає річка Дриса, права притока Західної Двіни і її невеличка, права притока Горновка (11 км).

## Історія
Сільська рада була створена 20 серпня 1924 року у складі Волинецького району Полоцької округи (БРСР) і знаходилась там до 26 липня 1930 року. 9 березня 1929 Дерновицький район був перейменований у Борковицький. В 1930 році округа була ліквідована і рада у складі Борковицького району перейшла у пряме підпорядкування БРСР. 8 липня 1931 року Борковицький район був ліквідований, а сільрада приєднана до Дрисенського району. З 1935 по 1938 роки входила до складу утвореного Полоцького прикордонного округу. З 20 лютого 1938 року, після ліквідації Полоцького округу і утворення Вітебської області (15 січня 1938), разом із Дрисенським районом, увійшла до її складу. З 20 вересня 1944 по 8 січня 1954 років перебувала у складі Полоцької області.
25 грудня 1962 року у зв'язку з перейменуванням міста Дриса у Верхньодвінськ, район також був перейменований у Верхньодвінський.

## Склад сільської ради
До складу Дерновицької сільської ради входить 25 населених пунктів:
| - Войтове — село. - Гончарове — село. - Горнове — село. - Горовці — село. - Григорівці — село. - Дерновичі — село. - Довге — село. - Дорожилове — село. - Єрмолине — село. | - Залісся — село. - Зорька — село. - Зябки — село. - Іскра — село. - Козакове — село. - Леонішене — агромістечко. - Лешня — село. - Луговці — село. - Новий Строй — село. | - Олексіївці — село. - Переки — село. - Пісковатка — село. - Рудня — село. - Слобода — село. - Юзефове — село. - Юркове — село. |